# Kawasaki Ninja 400

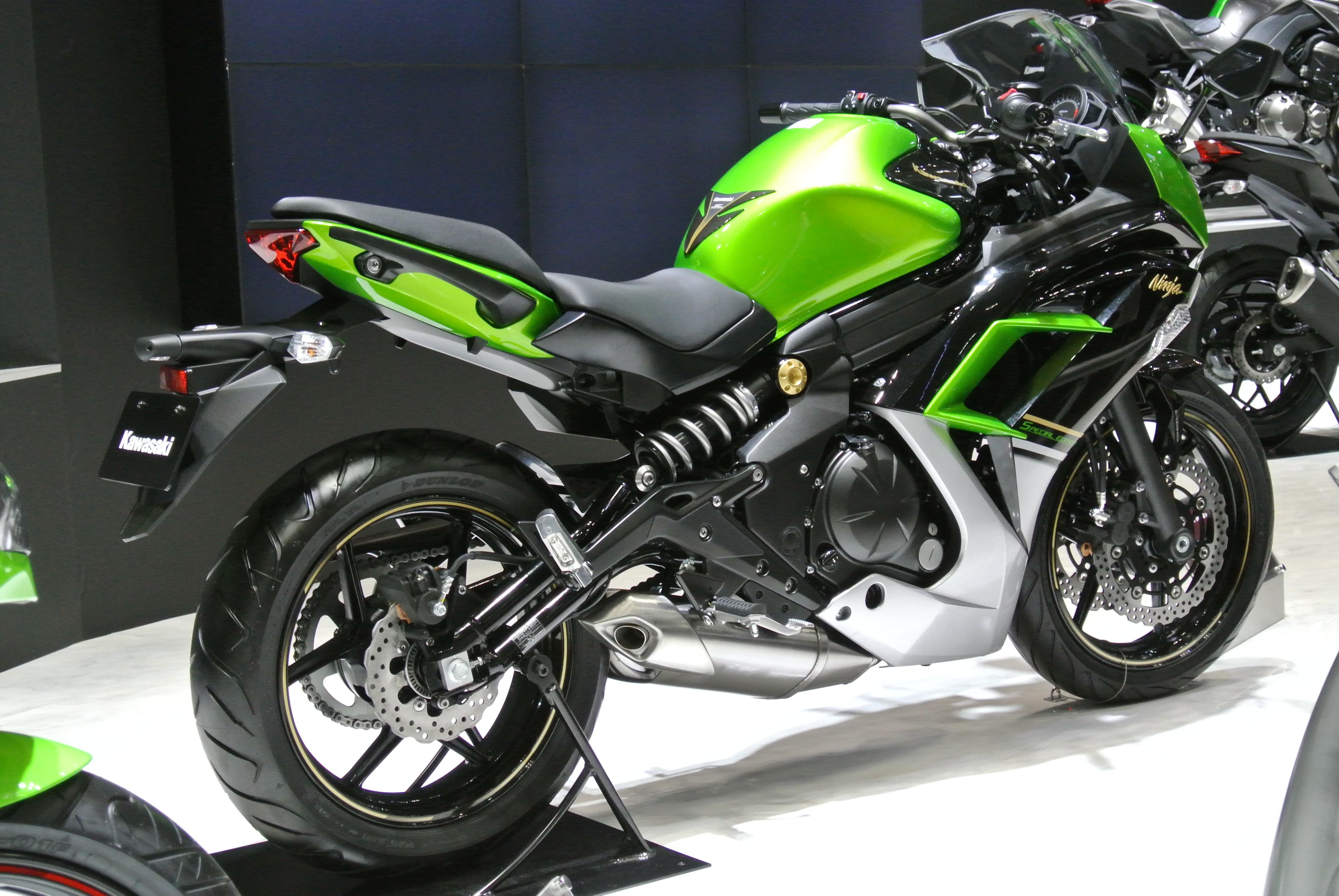
Ninja 400, Seitenansicht

Die Kawasaki Ninja 400 wurde Ende 2017 als Nachfolger der Kawasaki Ninja 300 vorgestellt; die Vermarktung in Deutschland begann im Januar 2018.
Im Vergleich zum Vorgänger wurde der Motor überarbeitet, der Hubraum von 296 auf 399 cm³ und die Leistung von 39 auf 45 PS erhöht.
Für das Jahr 2021 wurde kein Nachfolgemodell innerhalb des EWR veröffentlicht; die Vorjahresmodelle werden ebenfalls nicht mehr produziert. Grund hierfür sind die Einführung der Abgasnorm Euro 5 für Krafträder mit Erstzulassung ab dem 1. Januar 2021 sowie Auswirkungen der Corona-Pandemie.

## Technik
Die Ninja 400 hat einen flüssigkeitsgekühlten Viertakt-Reihenzweizylinder-Motor mit einem Hubraum von 399 cm³. Bohrung × Hub betragen 70 mm × 51,8 mm. Das Kompressionsverhältnis ist 11,5:1. Zwei obenliegende Nockenwellen steuern die acht Ventile (Double over Head Camshaft, DOHC).
Das Gemisch wird durch Kraftstoffeinspritzung aufbereitet. Der Motor leistet 33 kW (45 PS), sein maximales Drehmoment beträgt 38 Nm bei 8000/min. Er hat eine Ausgleichswelle. Ab 3000/min tritt der Motor sauber an, ruckelt selbst beim abrupten Gasgeben nicht. Aus dem Stand beschleunigt das Motorrad in 4,4 s auf 100 km/h. Etwas über 12.000/min wird die Drehzahl begrenzt, wobei bei 6000/min geringe Vibrationen auftreten. Die Höchstgeschwindigkeit beträgt 188 km/h. Das Abgas wird mit einem geregelten Katalysator aufbereitet.
Der Tank fasst 14 Liter. An der Gabelbrücke sind Lenkerstummel befestigt. Der Rahmen wurde auf eine Gitterrohrkonstruktion umgestellt, wodurch auch ein geringeres Gesamtgewicht als bei der Ninja 300 erreicht wurde.
Sitzhöhe ist 785 Millimeter.
Vorn wird mit einer 310er-Einzelscheibe mit Doppelkolbenschwimmsattel gebremst. Das Nissin-ABS beugt einem Überbremsen vor.

## Weitere Daten
- Gewicht vollgetankt 170 kg, zulässiges Gesamtgewicht 348 kg.
- Durchschnittlicher Verbrauch 3,9 Liter auf 100 Kilometer.

## Vergleich mit Marktbegleitern
2018 wurde die Ninja 400 gegen die vergleichbaren Modelle von Honda, Yamaha und KTM getestet:
1. Kawasaki Ninja 400: Die Ninja 400 erreichte dabei den ersten Platz: Ein Motor, der sich im gesamten Drehzahlband „wohlfühlt“, das Fahrwerk kombiniert Handlichkeit und Stabilität auf hohem Niveau.
2. Honda CBR 500 R: Sporttourer. Laufruhigster Antrieb, viel Platz, bequeme Polster und guter Komfort.
3. Yamaha YZF-R3: „Launiger Hochdreher“. Mit ihren Abmessungen eignet sich die R3 gut für kleinere Fahrer.
4. KTM RC 390: Einziger Einzylinder im Test, sportliche Ergonomie. Federelemente haben zu wenig Dämpfung.